# Intense Defense
Intense Defense è il secondo album del gruppo musicale statunitense Joshua, pubblicato nel 1988 per l'etichetta discografica Polydor Records.

## Tracce
1. Reach Up – 4:43
2. I've Been Waiting – 4:27
3. Only Yesterday – 3:38
4. Crying Out for Love – 4:16
5. Living on the Edge – 4:10
6. Tearing at My Heart – 3:47
7. Remembering You – 5:06
8. Look to the Sky – 4:21
9. Don't You Know – 4:09
10. Stand Alone – 5:02

## Formazione
- Rob Rock – voce
- Joshua Perahia – chitarra
- Greg Shultz – tastiere
- Emil Lech – basso
- Tim Gehrt - batteria